# سارة بوكستون
سارة بوكستون (بالإنجليزية: Sarah Buxton)‏ هي مغنية مؤلفة ومغنية وملحنة أمريكية، ولدت في 3 يوليو 1980 في لورانس في الولايات المتحدة.

## وصلات خارجية
- سارة بوكستون على موقع IMDb (الإنجليزية)
- سارة بوكستون على موقع ميوزك برينز (الإنجليزية)
- سارة بوكستون على موقع أول ميوزيك (الإنجليزية)
- سارة بوكستون على موقع ديسكوغز (الإنجليزية)